# Stazione meteorologica di Licata
La stazione meteorologica di Licata è la stazione meteorologica di riferimento relativa alla città di Licata.

## Coordinate geografiche
La stazione meteorologica si trova nell'Italia insulare, in Sicilia, in provincia di Agrigento, nel comune di Licata, a 142 metri s.l.m. e alle coordinate geografiche 37°06′N 13°56′E.

## Dati climatologici
In base alla media trentennale di riferimento 1961-1990, la temperatura media del mese più freddo, febbraio, si attesta a +11,1 °C; quella del mese più caldo, agosto, è di +25,9 °C .
| Licata             | Mesi | Mesi | Mesi | Mesi | Mesi | Mesi | Mesi | Mesi | Mesi | Mesi | Mesi | Mesi | Stagioni | Stagioni | Stagioni | Stagioni | Anno |
| Licata             | Gen  | Feb  | Mar  | Apr  | Mag  | Giu  | Lug  | Ago  | Set  | Ott  | Nov  | Dic  | Inv      | Pri      | Est      | Aut      | Anno |
| ------------------ | ---- | ---- | ---- | ---- | ---- | ---- | ---- | ---- | ---- | ---- | ---- | ---- | -------- | -------- | -------- | -------- | ---- |
| T. max. media (°C) | 15,2 | 14,6 | 16,5 | 18,4 | 22,4 | 26,4 | 29,8 | 30,0 | 27,3 | 23,8 | 19,8 | 16,2 | 15,3     | 19,1     | 28,7     | 23,6     | 21,7 |
| T. min. media (°C) | 8,0  | 7,6  | 8,9  | 10,5 | 14,0 | 18,3 | 21,2 | 21,8 | 19,9 | 15,9 | 12,8 | 9,5  | 8,4      | 11,1     | 20,4     | 16,2     | 14,0 |